# Дзалиси
Дзалиси (груз. ძალისი) является историческим селом в Грузии, расположенным в Мухранской долине, в 40 км к северо-западу от Тбилиси и в 20 км к северо-западу от Мцхеты.
Это Залисса (др.-греч. Ζάλισσα) упоминаемая Клавдием Птолемеем (90 -168), как один из главных городов древнего иберского царства (Geographia; § 10, 3).

## Археология
В ходе археологических раскопок 1972—1974 годов были обнаружены: руины четырех дворцов, улицы, мощеные прямоугольными керамическими плитами, гипокаустические бани, канализационный коллектор и водопровод из керамических труб, акрополь, плавательный бассейн, административная часть, казармы для солдат и кладбище. Найдено множество архитектурных деталей (в том числе базальтовые базы и капители колонн).
Пол одной из вилл покрыт мозаикой, которая вместе с мозаикой из Пицунды, является, безусловно, самой старой из найденных на Кавказе. Стиль мозаики позволяет датировать её 300 годами н. э. Её центральная часть изображает Ариадну и Диониса во время пиршества.